# 桜井美紀
桜井 美紀（さくらい みき、1982年3月3日 - ）は、日本の女優。神奈川県出身。旧芸名は十川 貴美子（そがわ きみこ）。南青山少女歌劇団出身。

## 略歴・人物
身長158cm、血液型はA型。
当初は十川 貴美子の名で、南青山少女歌劇団（以下、南少と略）の一員として活動。計6回の舞台公演に出演する。在籍中、同じく南少メンバーである堀川由理と歌手ユニット「Skirt」を結成、1995年から1998年の解散まで活動を行なう。一方、南少も既に卒業している。
その後、2002年に芸名を現在の桜井美紀に改名。2003年、女性ミュージカル・チーム「東京メッツ」に加入して再出発。中心的メンバーとして2年に渡り、舞台、テレビ、CD、ライブと活躍していたが、2005年3月に同劇団が解散。後にタップダンサーチーム「STRiPES」に加入。2006年にはミュージカル「ANGEL GATE 〜春の予感〜」での出演が好評を得た。
2008年にSTRiPESが活動を休止した後、主にミュージカル出演で活躍している。2009年12月入籍。

## 出演
※ Skirtとしての出演はSkirtを参照。

### 舞台
南青山少女歌劇団での舞台作品（十川貴美子名義）
- 放課後のトワイライトシュート（1994年）うさこ役
- マーガレット戦争（1995年）マーコ役
- 聖歌物語（1995年）ヤガワ役
- 輝く瞬間を止めないでII 〜GIRLS〜（1996年）高木ちか役
- ハイスクール・Revolution 〜愛と勇気の旅立ち〜（1997年）ユカリ役
- Fine 〜明日への輝き〜（1998年）深沢里紗役
- クリスマスジュリエット 〜イヴの奇跡〜（1999年）橿原希役
- Funk-a-Step（公演時期不明）
- Funk-a-Step II（公演時期不明）

その他（桜井美紀名義）
- ポルノグラフィティコンサートツアー
- 「東京メッツ」
- 「キレイ〜神様と待ち合わせた女〜」(演出：松尾スズキ)
- ANGEL GATE 〜春の予感〜（2006年）ナオ役
- '08〜'10ブロードウェイミュージカル「ピーターパン」（トートルズ役）
- '10「GOD SPELL」（演出　山本耕史）

## 音楽
※ Skirt、STRiPESとしてのリリースはSkirt、STRiPESそれぞれを参照。